# Urkevitz
Urkevitz es una isla deshabitada en el parque nacional de la laguna de Pomerania Occidental. Se encuentra en el mar Báltico entre las islas de Rügen y Ummanz; de estas últimas está a unos 100 metros de distancia. La isla es de unos 1000 metros de largo, de hasta 300 metros de ancho y 5 metros de elevación sobre el mar. 
Es, como las islas vecinas de Liebes, Mährens y Wührens, un santuario de aves. Administrativamente hace parte del estado de Mecklemburgo-Pomerania Occidental al norte del país europeo de Alemania.